# Friedrichstadt (Leipzig)

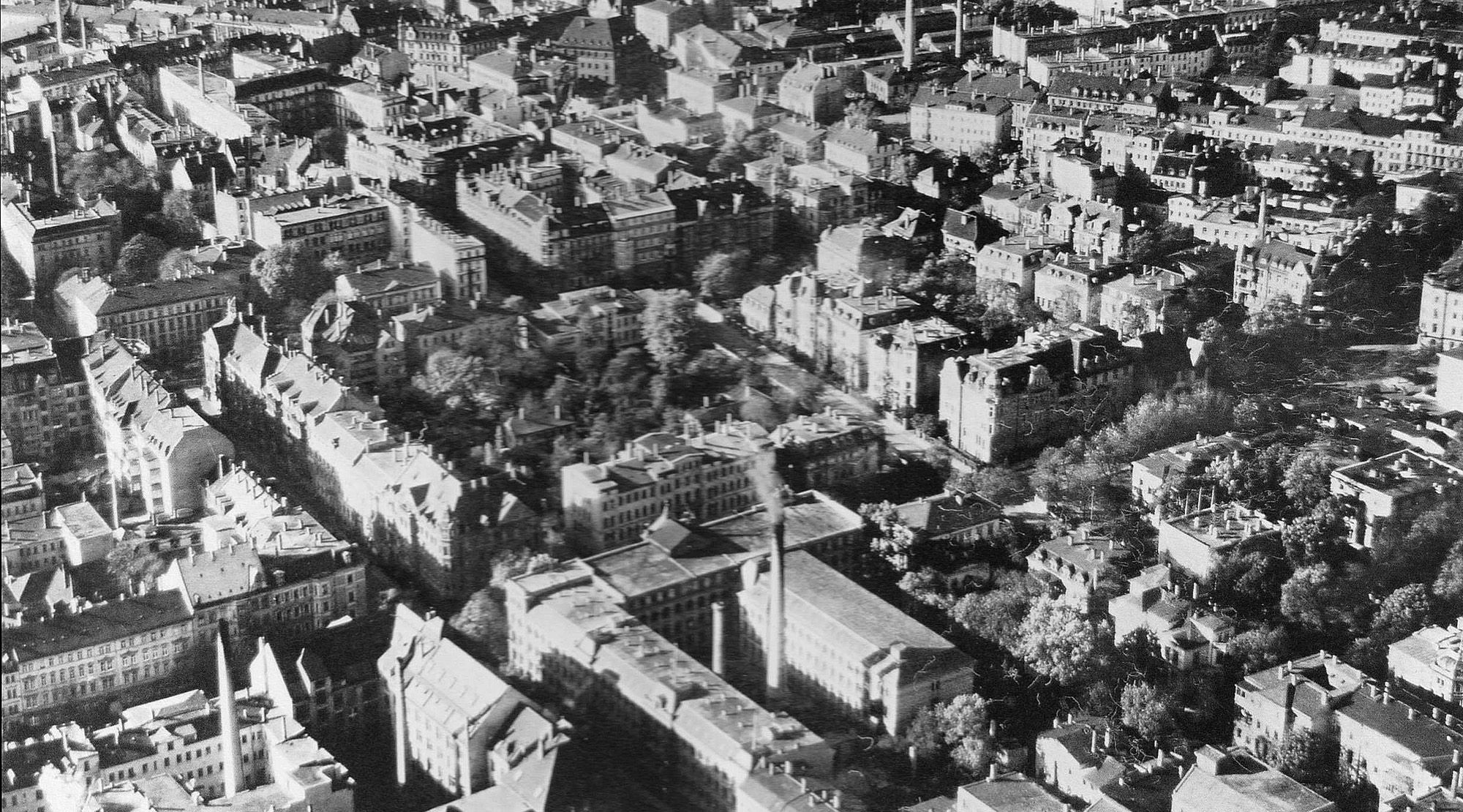
Bereich von ehemaliger Friedrich- und Marienstadt (1930)

Die Friedrichstadt und die Marienstadt waren im 19. Jahrhundert in Leipzig entstandene Stadterweiterungen nach Osten. Ihre Namen hatten sie nach dem sächsischen König Friedrich August II. und der nach dem Viertel führenden Marienstraße (seit 1949 Chopinstraße). Später gehörte der Bereich zum Graphischen Viertel.

## Lage
Friedrich- und Marienstadt füllten den Bereich zwischen der Grimmaischen Vorstadt und den Dörfern Reudnitz und Thonberg. Mit heutigen Straßen beschrieben, wurde die Friedrichstadt im Norden begrenzt durch die Egelstraße, im Osten durch die Ludwig-Erhard-Straße und den Gerichtsweg, im Süden durch den Täubchenweg und im Westen durch die Salomonstraße. Zentrale Straße war die Dresdner. Die Marienstadt schloss sich nördlich an die Friedrichstadt an und reichte bis zur Hofmeister- und der Dohnanystraße. Mittelpunkt war die Milchinsel, ein ehemals großes Gartengrundstück.

## Geschichte
Der Drang der Stadt, sich zu erweitern, wurde zu Anfang des 19. Jahrhunderts durch den Umstand begünstigt, dass 1824 die Gebühr des Torgroschens beim Betreten der Innenstadt entfiel. So kam es nach 1830 zur Überlegung, die östlichen Stadtfelder zu bebauen, die Leipziger Familien gehörten, hauptsächlich den Familien Ranft, Richter und Pflug. Es kam zur verwaltungstechnischen Aufteilung und Parzellierung, und 1840 trat erstmals für diese Bereiche der Name Friedrichstadt auf, wo 1839 bereits 45 Hausbesitzer mit festem Wohnsitz gezählt wurden. Erste Bewohner des neuen Viertels waren vor allem vermögende Leipziger Bürger, die sich, an im Vergleich zur Innenstadt breiten Straßen, Villen mit Gärten errichten ließen.
Die Marienstadt entstand ab 1835/1836. Das Grundstück der Milchinsel gehörte dem Unternehmer Carl Lampe (1804–1889), dessen Familie hier ihren Sommersitz und später ihren Hauptwohnsitz hatte und der Teile seines Grundstücks für neue Straßen und zur Bebauung zur Verfügung stellte. Am östlichen Ende entstand der Marienplatz.
Im Jahr 1839 wurden die Bewohner der neuen Viertel denen der Innenstadt formal rechtlich gleichgestellt. 
Während besonders die Friedrichstadt eine sehr lockere Bebauung aufwies, da hier viele Villen mit großen Gärten entstanden waren, kam es in den folgenden Jahrzehnten zu einer enormen Verdichtung der Quartiere durch die Ansiedlung zahlreicher Firmen des graphischen Gewerbes. Für deren Errichtung war so viel Raum nötig, dass etwa die Hälfte der bis 1860 errichteten Häuser bis 1930 wieder abgerissen wurden. Friedrich- und Marienstadt wurden zum Hauptbereich des Graphischen Viertels.